# Бэлай Зэллекэ
Бэлай Зэллекэ (амх. በላይ ዘለከ; между 1896 и 1912 (иногда годом рождения указывается 1904), Годжам, Абиссиния — 12 января или 7 февраля 1945, Аддис-Абеба, там же) — абиссинский военный деятель, герой Второй итало-эфиопской и последовавшей за ней партизанской войны против итальянцев, впоследствии поднявший восстание против императора Хайле Селассие I и приговорённый за это к смертной казни.

## Ранняя жизнь
О жизни Зэллекэ до войны известно крайне мало, сведений о точной дате его рождения нет. Известно, что он родился в восточной части региона Годжам; его мать принадлежала к племени борена, а отец — к берента. В молодом возрасте по какой-то причине убил своего родственника и, чтобы уйти от наказания, бежал из своей деревни и жил вдали от своей семьи на протяжении пятнадцати лет.

## Итало-абиссинская война
Когда итальянские войска по приказу Бенито Муссолини в 1935 году вторглись в Абиссинию, Зэллекэ решил сражаться за свою страну до конца и возглавил партизанское движение в Годжаме. В скором времени он стал известен среди итальянских военачальников как умелый и безжалостный лидер, и на борьбу с ним были выделены значительные силы. Есть сведения, что однажды он не только разгромил посланные против него отряды, но и взял в плен командовавшего ими итальянского генерала и повесил его.

## После начала Восточно-Африканской кампании
В феврале 1941 года британские и союзные им войска, а также отошедшие в Англо-Египетский Судан абиссинские отряды начали наступление по всем фронтам, и в апреле 1941 года столица Абиссинии, Аддис-Абеба, была освобождена. Месяц спустя в неё триумфально въехал император Хайле Селассие I, проведший пять предыдущих лет в вынужденном изгнании в Европе. В освобождаемых провинциях страны началось уничтожение всех следов итальянского присутствия; по некоторым данным, в Годжаме их из-за деятельности Зэллекэ было меньше всего, так как руководимые им отряды на всём протяжении оккупации никогда не позволяли итальянцам устроить там даже хоть сколько-нибудь постоянного лагеря, не говоря о чём-то более серьёзном.

## Восстание и казнь
После освобождения Эфиопии в конце 1941 года Зэллекэ в благодарность за свои действия во время оккупации был назначен императором главой небольшой части Годжама. Однако сам он хотел получить более высокий титул и оказывать большее влияние на политику страны, а также был недоволен восстановлением многих довоенных порядков. В итоге в 1944 году он отказался от предложенного ему поста и начал жизнь преступника, собрав свои вооружённые отряды в Годжаме для борьбы с императорской армией и англичанами. На протяжении нескольких месяцев он успешно противостоял им, но в конце концов был разгромлен. После поимки Зэллекэ был отправлен в тюрьму как представляющий угрозу для императорской власти элемент. После нескольких неудачных попыток бегства из неё он был казнён через повешение в Аддис-Абебе в 1945 году (либо 12 января, либо 7 февраля).
В современной Эфиопии в его честь названа дорога в Годжаме.